# Letecká základna Malacky
Letecká základna Malacky nebo Malacky-Kuchyňa (ICAO : LZMC) je letecká základna, která se nachází v blízkosti města Malacky a obce Kuchyňa. Jde o domovskou základnu Dopravního křídla generála Milana Rastislava Štefánika vzdušných sil Slovenské republiky. Dopravní letka  je vybavena letadly C-27J Spartan a L-410 Turbolet.

## Historie
První zmínky o posádce na území v obci Kuchyňa jsou z roku 1918 a o existenci letiště a střelnice hovoří zprávy z roku 1922, které zmiňují rozsáhlou vojenskou střelnici, která sloužila k cvičnému bombardování a ostré střelbě z letadel. Byl to prostor asi 12 km dlouhý a 7 km široký, který se rozprostíral východně od obce Malacky, severně směrem na Rárboch (Rohožník) a jižní částí směrem na Kuchyňu. Se střelnicí sousedilo letiště, v tomto období nazývané Nový Dvor podle bývalého velkostatku, který se nacházel na tomto území. V tomto období byla střelnice v provozu mimo zimního období a v průběhu roku se na letišti vystřídaly jedenkrát až dvakrát do roka všechny letky leteckých pluků Československé armády. Kromě leteckých útvarů využívala střelnici i zbrojovka Plzeň ke zkouškám zbraní a munice. Od tohoto období zajišťovalo letiště a přilehlá střelnice střelecký výcvik československých vzdušných sil a k tomu byla přizpůsobena i infrastruktura a technické vybavení letiště.
V období II. světové války letiště využívala Luftwaffe a to již od března 1939 po vymezení německé Ochranné zóny. Přestože smlouva mezi Slovenským státem a Německou říší byla podepsána 21. 1. 1941 se zpětnou platností od 21. 4. 1939, Němci v březnu 1939 převzali objekty, stráž, zabavili 79 797 litrů leteckých pohonných hmot a také 18 letadel typů Š-328, Š-616, Š-16, A-230 a A-330, která byla na letišti dislokována.
Luftwaffe letiště původně používala k výcviku. Dráha byla dlouhá 1235 metrů a měla travnatý povrch. Na okraji byly postaveny dva hangáry, několik kasáren, věž pro řízení letu a požární stanice.  Od září 1941 zde byla umístěna část školní letky (Großen Kampffliegerschule 2) a od října 1942 část pozorovatelské letky (Große Beobachterschule 2). V listopadu 1944 zde letectvo zřídilo velení letecké základny a také zde rozmístilo pravidelné letecké jednotky.
V roce 1947 byl založen útvar 4562 Kuchyňa a toto číslo si tento útvar zachoval až do 31. 10. 1992. Útvar se vyvíjel atypicky a ve vzdušných silách ČSLA neměla jeho organizace obdoby. Na útvaru nikdy nebyl dislokovaný bojový útvar vzhledem k blízkosti hranic Rakouska, a celý jeho vývoj byl přizpůsoben pro letecký výcvik a využívání blízké střelnice.

## Současnost
Na základně bylo v letech 2009 až 2010 dočasně dislokováno i tehdejší Smíšené křídlo generálmajora Otta Smika ze základny Sliač, které bylo vyzbrojeno stíhacími letouny MiG-29 a cvičnými proudovými letadly L-39 Albatros. Přesunutí křídla zpět na Sliač se završilo 30. září 2010. Ze stejného důvodu by se na leteckou základnu Malacky měla vrátit letadla MiG-29AS / UBS a L-39cm / ZAM v letech 2021-2022. Avšak tentokrát by se už letadla MiG-29 na základnu Sliač podle plánů vrátit neměla, protože jejich místo zaujmou stíhací letouny F-16 block 70/72.
Na přelomu listopadu a prosince 2016 se v Kuchyni uskutečnil trénink 7. letky speciálních operací amerického letectva v Evropě. Na základně cvičí střelbu s cvičnou municí.

## Modernizace
Od roku 1985 do roku 2018 nebyla na letišti Kuchyňa provedena žádná významná rekonstrukce provozních ploch.
V roce 2005 byl za 112 milionů slovenských korun rekonstruován a dostavěn hangár č. 2 a byly doplněny provozy nezbytné pro údržbu a servis na letišti tehdy provozovaných letadel An-24, An-26 a L-410.
V březnu 2017 bylo oznámeno, že by letiště mohlo být rekonstruováno z peněz americké vlády, o postupu se zatím vedou neformální jednání, která však do konce roku 2019 nebyla nijak uzavřena.
V roce 2019 byla se společností Doprastav podepsána smlouva na vybudování spojovací dráhy ECHO 1 - R (pojezdové dráhy G) a to do 12 měsíců od podpisu smlouvy. Součástí smlouvy je i rekonstrukce plochy před hangárem č. 1. Tyto práce byly ukončeny v roce 2020.
V březnu 2020 začala příprava na rekonstrukci ploch letiště. Modernizovat se má odbavovací plocha APN 4, která bude sloužit k odstavení, nakládce, vykládce, rozmrazování, přípravě a přesunu letadel. Na ploše bude vybudováno 7 odstavných ploch i s kotevními prvky pro typy letadel C-27J Spartan a L-410 Turbolet. Stávající plocha se rozšíří o 20 m ze současného rozměru 60 m × 374 m směrem k pojezdové dráze A. Odbavovací plocha bude plně navazovat na v současnosti (od roku 2019) rekonstruovanou pojezdovou dráhu G - spojovací dráha ECHO 1. Součástí modernizace odbavovací plochy APN-4 je i vybudování dešťové kanalizace a moderního LED osvětlení plochy.

## Galerie

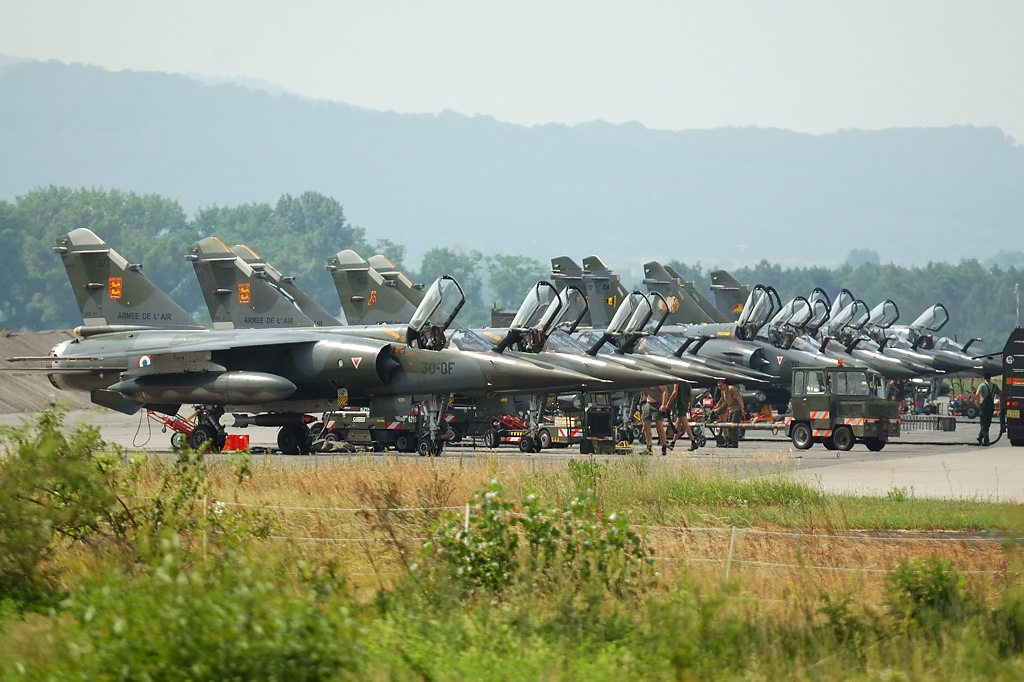
Letadla Mirage Francouzských vzdušných sil na cvičení na základně Malacky
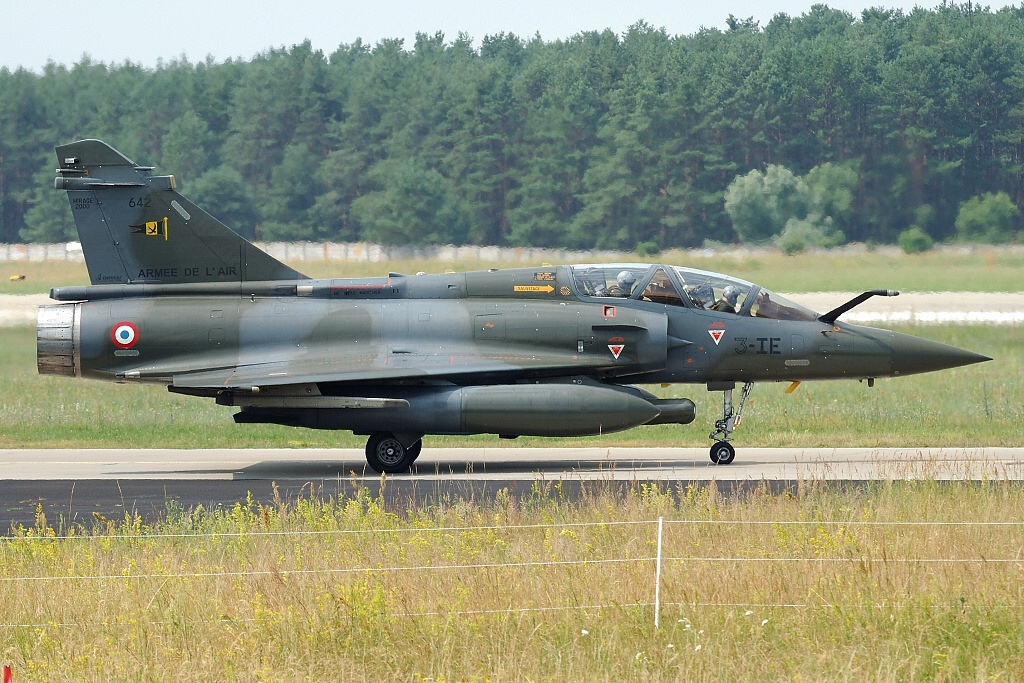
Dassault Mirage 2000D na základně Malacky
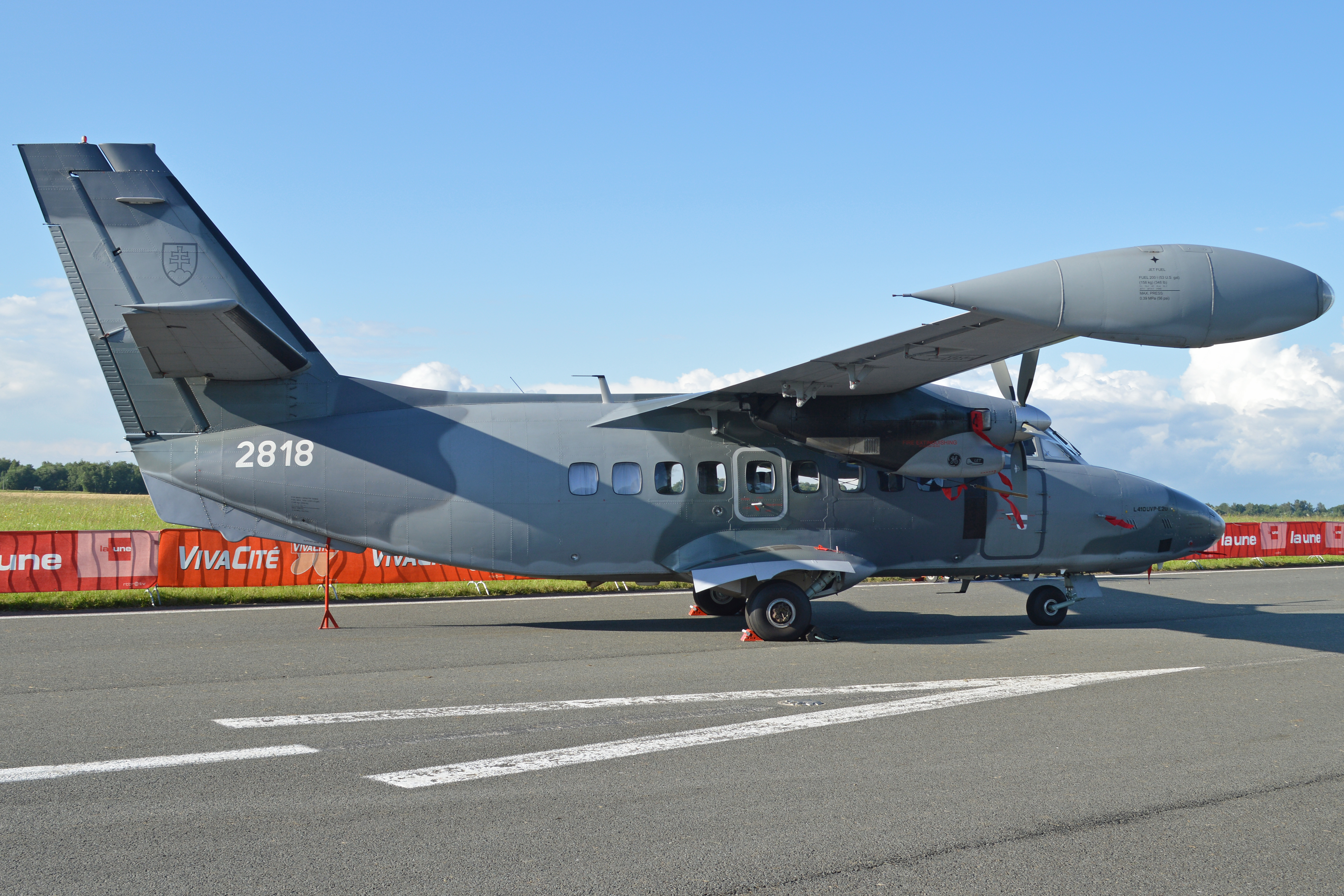
L-410UVP-E20 reg. čísla 2818 na základně Malacky
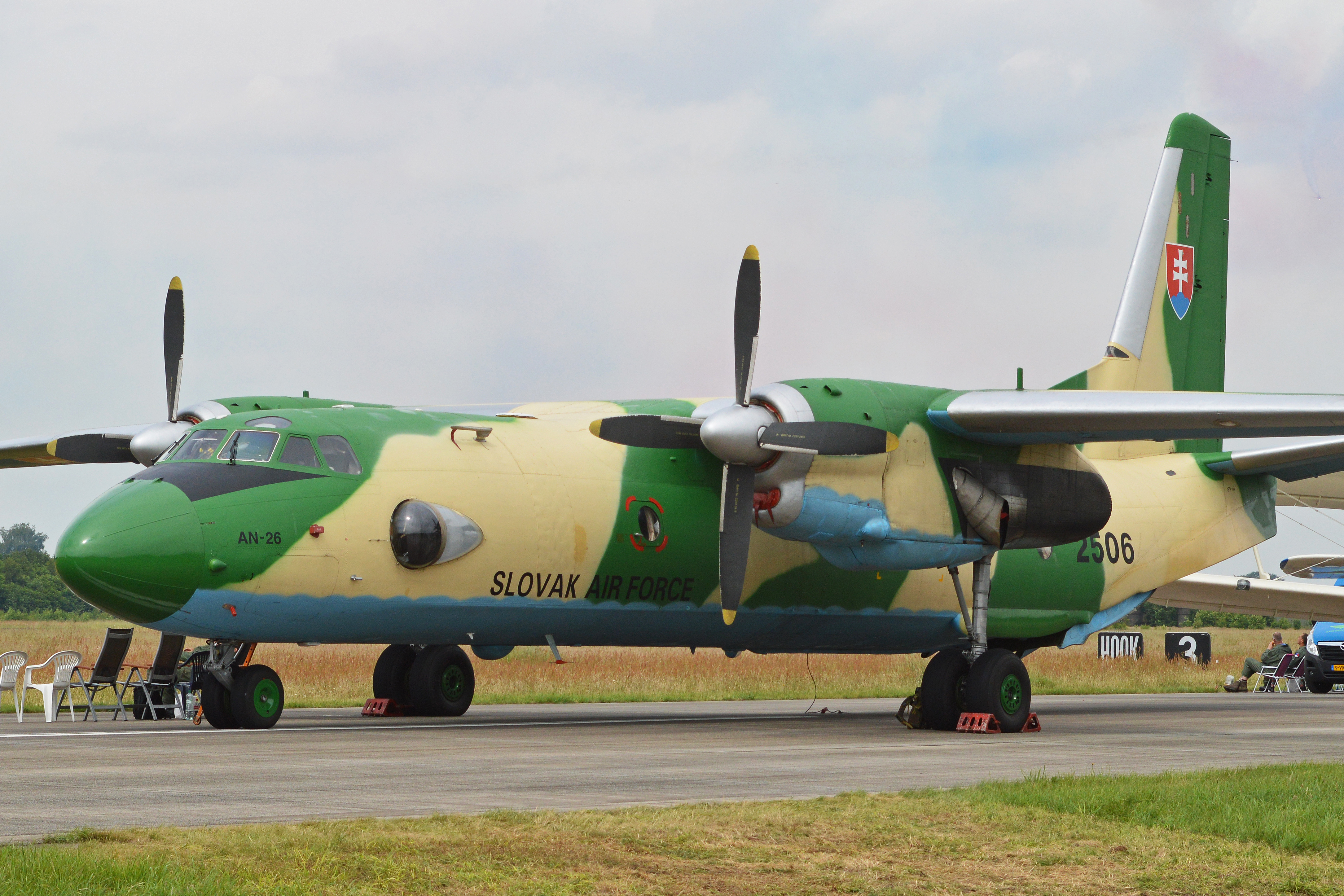
An-26 Vzdušných sil Slovenské republiky na základně Malacky